# Шатилов, Иван Семёнович
Ива́н Семёнович Шати́лов (19 января 1917, с. Махровка, Тамбовская губерния — 13 января 2007, Москва) — советский и российский учёный в области биологии и технологии возделывания сельскохозяйственных культур, естествоиспытатель, педагог, доктор сельскохозяйственных наук (1968), профессор (1965), академик Российской академии сельскохозяйственных наук. Герой Социалистического Труда (1987).

## Биография
Родился в крестьянской семье. В 1934 году окончил школу крестьянской молодежи, затем поступил в Урюпинский сельскохозяйственный техникум. Получив диплом с отличием, продолжил образование в сельскохозяйственной академии им. Тимирязева.
Участник Великой Отечественной войны. 29 июня 1942 года третьекурсник сельхозакадемии И. Шатилов был направлен на строительство оборонительных сооружений в Смоленской области. Вернувшись в столицу, успел проучиться только две недели, после чего академию эвакуировали в Самарканд, а из студентов организовали противотанковый истребительный батальон Тимирязевского района Москвы. В составе батальона 9-го полка 158-й стрелковой дивизии оборонял танкоопасные направления на подступах к Москве. Затем принимал участие в боях на Калининском фронте и операции по разгрому итальянской дивизии на реке Молодой Тут (притоке Волги).
Вскоре в числе других призванных студентов был демобилизован для продолжения учëбы. 3 месяца пробыв в Самарканде, вернулся в Москву и в 1944 г. окончил МСХА.

## Трудовая и научная деятельность
Выдающийся учëный в области физиологии фотосинтеза и дыхания растений, агротехники сельскохозяйственных культур.
Провёл оригинальные исследования по программированию урожаев, основанные на длительных балансовых полевых опытах и широком использовании современного электронного оборудования для сканирования параметров жизнеобеспечения живых растений.
Защитив в 1947 году кандидатскую диссертацию, работал ассистентом, доцентом кафедры растениеводства (1947—1960), проректором по научной работе (1960—1963), ректором, заведующим кафедрой растениеводства (1963—1971) МСХА.
Академик-секретарь Отделения земледелия и химизации сельского хозяйства (1971—1975), вице-президент, первый вице-президент, председатель Президиума Всероссийского отделения ВАСХНИЛ (1975—1990).
Одновременно в 1979—1989 г. — заместитель министра сельского хозяйства РСФСР, заместитель председателя Госагропрома РСФСР. С 1990 г. — профессор кафедры растениеводства МСХА.
В 1967 году его докторская диссертация была признана Высшей аттестационной комиссией лучшей работой по сельскому хозяйству.
Во времена «лысенковского процесса», будучи уже ректором сельхозакадемии, принадлежал к числу учëных, составлявших оппозицию Н. С. Хрущёву и Т. Лысенко.
В 2000 году в Кембриджском университете на международном съезде учёных его имя было названо в числе 130 выдающихся исследователей.
Создал научную школу. Подготовил 17 докторов сельскохозяйственных наук, многие из которых стали академиками, и более 50 кандидатов наук.
На базе опытных станций организовал 9 научно-исследовательских институтов, ряд из которых функционируют до сих пор.
Имел 12 авторских свидетельств на изобретения.
С 1993 года — на пенсии. До 2001 года продолжал читать лекции в сельхозакадемии.
Похоронен в Москве на Троекуровском кладбище.

## Избранные труды
Автор около 400 научных работ, в том числе 20 монографий и учебников (часть из них издана за рубежом) и ряда публикаций в отраслевых журналах. Соавтор учебника растениеводства для сельскохозяйственных вузов.

## Награды и почëтные звания
Награждён следующими орденами и медалями:
- Герой Социалистического Труда (1987),
- орден Ленина (трижды — 1965, 1976, 1987),
- орден Октябрьской Революции (1973),
- орден Отечественной войны II степени (1985),
- орден Трудового Красного Знамени (дважды — 1961, 1971),
- орден «За заслуги перед Отечеством» III степени (1997),
- медаль «За оборону Москвы»,
- медаль «За победу над Германией в Великой Отечественной войне 1941—1945 гг.»
- другими медалями СССР.
- Орден «Кирилл и Мефодий» (Болгария)
- Отмечен правительственными наградами Германии, Монголии и других стран.

Член академий сельскохозяйственных наук Германии и Польши, почëтный доктор берлинского университета им. В. Гумбольдта.